# Selimiye, Milas
Selimiye là một thị trấn thuộc huyện Milas, tỉnh Muğla, Thổ Nhĩ Kỳ. Dân số thời điểm năm 2011 là 4.707 người.